# Diego Fernández de Córdoba (marqués de Guadalcázar)
Diego Fernández de Córdoba y López de las Roelas, I marqués de Guadalcázar (Sevilla, 9 de febrero de 1578-Guadalcázar, Córdoba, 6 de octubre de 1630), fue virrey de la Nueva España del 18 de octubre de 1612 al 14 de marzo de 1621 y virrey del Perú del 25 de julio de 1622 al 14 de enero de 1629.

## Biografía
Nació en Sevilla, hijo de Francisco Fernández de Córdoba y Manrique, IX señor de Guadalcázar, y de Francisca Melgarejo de las Roelas. En 1598, a la edad de 20 años, recorrió Centroeuropa como embajador para traer a España a Margarita de Austria, hija del archiduque Carlos II de Austria y casada por poderes con el rey Felipe III. 
Heredó el señorío de Guadalcázar a la muerte de su hermano mayor y en 1609 fue creado primer marqués de Guadalcázar. Fue el primer señor de Las Posadas y caballero de la Orden de Santiago.
Casó con la dama noble alemana Mariana Riederer de Paar y Ahaim (m. Ciudad de México, 25 de febrero de 1619), nacida en la ciudad de Paar en Baviera, que viajó a España en el séquito de Margarita de Austria-Estiria. Tuvo tres hijos:
- Francisco Antonio Fernández de Córdoba y Riederer de Paar (1611-1650), II marqués de Guadalcázar, II señor y I conde de las Posadas, casado con Luisa de Benavides y Bazán.[2]
- Luisa Maria (1616 - ¿?) bautizada el 4 de diciembre de 1616 en Mexico.
- Mariana Francisca (m. 1660), V condesa de las Posadas,[2]  dama de honor de la reina Isabel de Francia, primera mujer de Felipe IV, que casó con su primo lejano Francisco Fernández de Córdoba-Rojas y de la Cueva, I conde de Casa Palma,[2] caballero de la Orden de Alcántara.
- Brianda, casada con Baltasar Álvarez de Toledo, conde de Cedillo.

## Virreinato de Nueva España
Diego Fernández de Córdoba fue nombrado Virrey de Nueva España por Felipe III, para quien había sido gentilhombre de cámara.
Durante su mandato como virrey de Nueva España, envió al capitán Diego Martínez de Hurdaide para evitar un levantamiento por parte de los tehuecos, un subgrupo étnico de los cahuitas de Sinaloa. Martínez de Hurdáiz logró vencer tras varias duras batallas. Como virrey fundó también algunas ciudades en América como Lerma en 1613, Córdoba en 1618, y Guadalcázar en 1620.
La Córdoba mexicana, ahora situada en el Estado de Veracruz fue fundada en parte para ayudar a eliminar las bandas de esclavos negros saqueadores que se aprovechaban de los viajeros entre Veracruz, Orizaba y México. Completó además el Fuerte de San Diego en Acapulco.
En 1616, reinició las obras del acueducto que abastecía al Valle de México, suspendidas desde 1614. El rey Felipe III había elegido al hidrógrafo de los Países Bajos españoles Adrian Boot para realizar el proyecto de alcantarillado y hacerse cargo de las operaciones. Boot, que estuvo al cargo de numerosos proyectos de abastecimiento en Francia, viajó a la Ciudad de México (con un sueldo de 100 ducados al mes) y revisó el trabajo ya realizado. Su opinión fue que no serviría para drenar los lagos, pero que podría servir para desviar el río Cuautitlán, la principal causa de las continuas inundaciones de la zona. El ingeniero Enrico Martínez se ofreció para completar el trabajo con 300 hombres y 100 000 pesos, pero la obra se retrasó en espera de la aprobación del rey.
El 16 de noviembre de 1616 se desató otra insurrección indígena, esta vez entre los tepehuanes y las tribus vecinas del norte. El movimiento, encabezado por un cacique que afirmaba ser el «Hijo del Sol y Dios de los Cielos y la Tierra», logró acabar con la vida de varios misioneros jesuitas españoles y con unos 200 mestizos de diferentes edades y sexos. El gobernador de Durango, con la ayuda enviada por el virrey, levantó una milicia que, tras tres meses de intensos combates, consiguió acabar prácticamente con la revuelta.
También en 1616 se produjeron muy malas cosechas debido a la sequía, lo que provocó hambruna por toda Nueva España. En 1620, un incendio destruyó gran parte de Veracruz.
Diego Fernández de Córdoba también mejoró el saneamiento y abastecimiento de agua de la Ciudad de México, completando en 1620 el acueducto de Chapultepec, formado por 900 arcos. Estableció un tribunal para regular la compra y venta de mercurio, utilizado en la producción del oro y la plata que las minas de la Nueva España habían comenzado a exportar en buena cantidad. El mercurio o azogue era llevado a la Nueva España desde las minas de Huancavelica en el Virreinato del Perú o desde las minas del Almadén, en la España insular. Debido a sus grandes obras, recibió el apodo de «El Buen Virrey».

## Virreinato del Perú
En Perú, Diego Fernández de Córdoba reformó el sistema fiscal y acabó con las luchas entre familias rivales que ensangrentaban el virreinato, sobre todo en la ciudad de Potosí. También defendió Lima de los ataques piratas, incluidos los de Jacques L'Hermite, un comerciante y almirante neerlandés, conocido por sus viajes alrededor del globo con la Flota de Nassau (1623–1626), y por su ataque a El Callao en 1624, viaje en el que perdió la vida. En 1629, Diego Fernández de Córdoba renunció a su cargo y regresó a España, donde murió al año siguiente en su palacio de Guadalcázar en la villa de su nombre, a la edad de 52 años. Fue enterrado en el convento de carmelitas descalzos de Nuestra Señora de la Caridad de Guadalcázar. El 31 de julio de 1845 se trasladaron los restos del marqués y su esposa hasta la parroquia de Nuestra Señora de Gracia, junto con los de su tío Luis Fernández de Córdoba.

## Otros datos

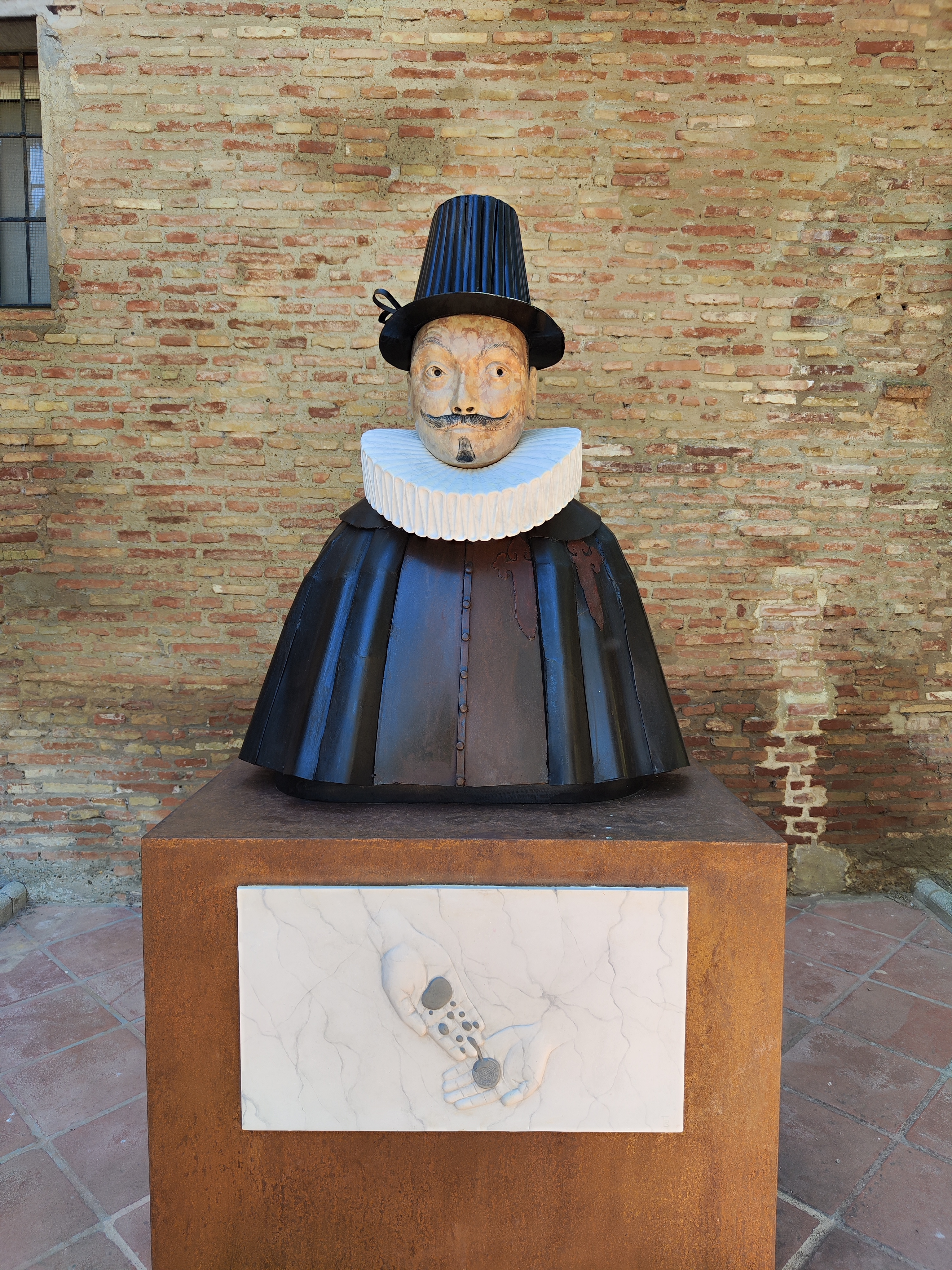
Escultura dedicada a Diego Fernández de Córdoba, I Marqués de Guadalcázar, ubicada en los jardines de la Torre Mocha (Guadalcázar)

El 11 de julio de 2025 se inauguró en Guadalcázar (Córdoba), núcleo patrimonial del linaje del I Marqués, una estatua dedicada a Diego Fernández de Córdoba y López de las Roelas. La obra, realizada por los escultores Rafael Pulido, Luis Toscano, Tamara Lara y Miguel Fernández, emplea materiales como acero corten, mármol blanco italiano, caliza rosa de Cabra, hierro forjado y resina de poliéster, combinando técnicas tradicionales con procesos contemporáneos. Asimismo, el centro escolar público de la localidad lleva el nombre Marqués de Guadalcázar, en reconocimiento a su figura histórica.

## Heráldica
|  | El escudo de Diego Fernández de Córdoba está blasonado así: De oro, tres fajas de gules. |

| Predecesor: Fray García Guerra, arzobispo de México              | Virrey de la Nueva España 1612 – 1621 | Sucesor: Diego Carrillo de Mendoza y Pimentel           |
| Predecesor: Juan Jiménez de Montalvo, presidente de la Audiencia | Virrey del Perú 1621 – 1629           | Sucesor: Luis Jerónimo Fernández de Cabrera y Bobadilla |